# Primera Federación Femenina 2023-24
La temporada 2023-24 de la Primera Federación Femenina de España es la 23.ª edición de la segunda categoría de fútbol femenino de España y la 2.ª edición bajo dicha denominación, tras cambiarse respecto a la anterior y más genérica de «Segunda División».

## Equipos participantes

### Ascensos y descensos
Un total de 14 equipos disputan la Primera Federación Femenina, incluyendo 14 equipos de la temporada anterior y 2 descendidos de Primera División. 
| Pos. | Descendidos de 1.ª División |
| ---- | --------------------------- |
| 15.º | Alhama C. F.                |
| 16.º | Deportivo Alavés            |

| Pos. | Ascendidos a 1.ª División |
| ---- | ------------------------- |
| 2.º  | S. D. Eibar               |
| 5.º  | Granada C. F.             |

| Pos. | Descendidos a 2.ª Federación |
| ---- | ---------------------------- |
| 12.º | Rayo Vallecano               |
| 13.º | U. D. G. Tenerife "B"        |
| 14.º | Real Oviedo                  |
| 15.º | Córdoba C. F.                |
| 16.º | C. D. Juan Grande            |

| Pos.      | Ascendidos de 2.ª Federación |
| --------- | ---------------------------- |
| 1.º Norte | Atlético de Madrid "B"       |
| 1.º Sur   | Madrid C. F. F. "B"          |
| 2.º Norte | C. E. Europa (promoción)     |

### Información equipos participantes
| Equipo                 | Ciudad           | Estadio                             |
| ---------------------- | ---------------- | ----------------------------------- |
| Alhama C. F.           | Alhama de Murcia | Complejo Deportivo Guadalentín      |
| Athletic Club "B"      | Bilbao           | Instalaciones de Lezama             |
| Atlético de Madrid "B" | Madrid           | Ciudad Deportiva Wanda Alcalá       |
| C. A. Osasuna          | Pamplona         | Instalaciones de Tajonar            |
| Deportivo Alavés       | Vitoria          | Ciudad Deportiva José Luis Compañón |
| DUX Logroño            | Logroño          | Ciudad del Fútbol de Pradoviejo     |
| F. C. Barcelona "B"    | Barcelona        | Ciudad Deportiva Joan Gamper        |
| R. C. D. Espanyol      | Barcelona        | Ciudad Deportiva Dani Jarque        |
| C. E. Europa           | Barcelona        | Nou Sardenya                        |
| Deportivo Abanca       | La Coruña        | Ciudad Deportiva de Abegondo        |
| S. E. AEM              | Lérida           | Camp Municipal de Recasens          |
| C. P. Cacereño         | Cáceres          | Campos Manuel Sánchez Delgado       |
| Fundación Albacete     | Albacete         | Ciudad Deportiva Andrés Iniesta     |
| Madrid C. F. F. "B"    | Madrid           | Antiguo Canódromo                   |

## Clasificación
| Pos. | Equipo                  | Pts. | PJ | G  | E | P  | GF | GC | Dif. |                               |
| ---- | ----------------------- | ---- | -- | -- | - | -- | -- | -- | ---- | ----------------------------- |
| 1    | F. C. Barcelona "B" (C) | 58   | 26 | 18 | 4 | 4  | 55 | 17 | +38  |                               |
| 2    | Deportivo Abanca (A)    | 56   | 26 | 16 | 8 | 2  | 43 | 23 | +20  | Ascenso a Liga F              |
| 3    | R. C. D. Espanyol (A)   | 48   | 26 | 14 | 6 | 6  | 41 | 23 | +18  | Play-Offs de Ascenso a Liga F |
| 4    | C. A. Osasuna           | 44   | 26 | 12 | 8 | 6  | 40 | 28 | +12  | Play-Offs de Ascenso a Liga F |
| 5    | Alhama C. F.            | 43   | 26 | 12 | 7 | 7  | 34 | 29 | +5   | Play-Offs de Ascenso a Liga F |
| 6    | S. E. AEM               | 42   | 26 | 11 | 9 | 6  | 22 | 15 | +7   | Play-Offs de Ascenso a Liga F |
| 7    | DUX Logroño             | 36   | 26 | 11 | 3 | 12 | 32 | 30 | +2   |                               |
| 8    | Fundación Albacete      | 33   | 26 | 8  | 9 | 9  | 32 | 35 | −3   |                               |
| 9    | Deportivo Alavés        | 32   | 26 | 8  | 8 | 10 | 29 | 27 | +2   |                               |
| 10   | Atlético de Madrid "B"  | 31   | 26 | 8  | 7 | 11 | 32 | 32 | 0    |                               |
| 11   | C. P. Cacereño          | 29   | 26 | 8  | 5 | 13 | 28 | 41 | −13  |                               |
| 12   | C. E. Europa (D)        | 21   | 26 | 6  | 3 | 17 | 24 | 54 | −30  | Descenso a Segunda Federación |
| 13   | Athletic Club "B" (D)   | 17   | 26 | 3  | 8 | 15 | 18 | 39 | −21  | Descenso a Segunda Federación |
| 14   | Madrid C. F. F. "B" (D) | 12   | 26 | 3  | 3 | 20 | 16 | 55 | −39  | Descenso a Segunda Federación |

 Fuente: RFEF
Notas:
1. ↑  El F. C. Barcelona "B" no pudo ascender por ser filial del F. C. Barcelona que estaba en Liga F. El segundo clasificado accederá al ascenso.

### Evolución de la clasificación
| Jornada          | 1  | 2  | 3  | 4  | 5  | 6  | 7  | 8  | 9  | 10 | 11 | 12 | 13 | 14 | 15 | 16 | 17 | 18 | 19 | 20 | 21 | 22 | 23 | 24 | 25 | 26 |
| Equipo           |    |    |    |    |    |    |    |    |    |    |    |    |    |    |    |    |    |    |    |    |    |    |    |    |    |    |
| ---------------- | -- | -- | -- | -- | -- | -- | -- | -- | -- | -- | -- | -- | -- | -- | -- | -- | -- | -- | -- | -- | -- | -- | -- | -- | -- | -- |
| Barça B          | 14 | 7  | 10 | 11 | 6  | 6  | 5  | 5  | 5  | 4  | 3  | 4  | 3  | 3  | 3  | 3  | 2  | 3  | 2  | 2  | 2  | 1  | 1  | 1  | 1  | 1  |
| Deportivo        | 5  | 1  | 1  | 1  | 2  | 1  | 1  | 1  | 2  | 2  | 2  | 1  | 1  | 1  | 2  | 1  | 1  | 1  | 1  | 1  | 1  | 2  | 2  | 2  | 2  | 2  |
| Espanyol         | 1  | 3  | 2  | 2  | 1  | 2  | 3  | 3  | 1  | 1  | 1  | 2  | 2  | 2  | 1  | 2  | 3  | 2  | 3  | 3  | 3  | 3  | 3  | 3  | 3  | 3  |
| Osasuna          | 8  | 12 | 6  | 5  | 5  | 5  | 4  | 4  | 4  | 5  | 5  | 5  | 6  | 7  | 6  | 8  | 6  | 6  | 5  | 5  | 4  | 4  | 4  | 4  | 4  | 4  |
| Alhama           | 6  | 2  | 5  | 4  | 4  | 3  | 2  | 2  | 3  | 3  | 4  | 3  | 4  | 4  | 5  | 4  | 4  | 4  | 4  | 4  | 5  | 5  | 6  | 5  | 6  | 5  |
| AEM              | 2  | 4  | 3  | 3  | 3  | 4  | 7  | 7  | 7  | 6  | 6  | 6  | 5  | 5  | 4  | 5  | 5  | 5  | 6  | 6  | 6  | 6  | 5  | 6  | 5  | 6  |
| Logroño          | 10 | 13 | 14 | 10 | 14 | 9  | 10 | 12 | 13 | 13 | 11 | 11 | 10 | 10 | 10 | 10 | 10 | 10 | 10 | 10 | 9  | 8  | 7  | 7  | 7  | 7  |
| Albacete         | 11 | 9  | 7  | 9  | 10 | 8  | 6  | 6  | 6  | 7  | 7  | 7  | 8  | 6  | 7  | 6  | 7  | 8  | 8  | 7  | 7  | 7  | 8  | 9  | 9  | 8  |
| Alavés           | 12 | 10 | 8  | 7  | 11 | 12 | 9  | 9  | 9  | 8  | 9  | 9  | 9  | 9  | 8  | 7  | 8  | 7  | 7  | 8  | 8  | 9  | 9  | 8  | 8  | 9  |
| Atlético B       | 4  | 5  | 9  | 8  | 9  | 7  | 8  | 8  | 10 | 9  | 8  | 8  | 7  | 8  | 9  | 9  | 9  | 9  | 9  | 9  | 10 | 11 | 10 | 11 | 10 | 10 |
| Cacereño         | 3  | 8  | 12 | 13 | 13 | 14 | 14 | 14 | 11 | 12 | 13 | 12 | 11 | 12 | 11 | 11 | 11 | 11 | 11 | 11 | 11 | 10 | 11 | 10 | 11 | 11 |
| Europa           | 9  | 6  | 4  | 6  | 7  | 11 | 11 | 11 | 8  | 10 | 10 | 10 | 12 | 11 | 13 | 12 | 12 | 12 | 12 | 12 | 12 | 13 | 12 | 12 | 12 | 12 |
| Athletic B       | 7  | 11 | 13 | 14 | 12 | 13 | 13 | 13 | 14 | 14 | 14 | 14 | 14 | 14 | 14 | 13 | 13 | 13 | 13 | 13 | 13 | 12 | 13 | 13 | 13 | 13 |
| Madrid CFF B (D) | 13 | 14 | 11 | 12 | 8  | 10 | 12 | 10 | 12 | 11 | 12 | 13 | 13 | 13 | 13 | 14 | 14 | 14 | 14 | 14 | 14 | 14 | 14 | 14 | 14 | 14 |

## Resultados
| Local \ Visitante      | AEM | ALA | ALB | ALH | ATH | ATM | BAR | CAC | DEP | DUX | ESP | EUR | MAD | OSA |
| ---------------------- | --- | --- | --- | --- | --- | --- | --- | --- | --- | --- | --- | --- | --- | --- |
| S. E. AEM              | —   | 0–0 | 1–0 | 2–0 | 1–0 | 0–0 | 1–1 | 1–1 | 0–0 | 1–0 | 1–1 | 2–1 | 2–0 | 0–1 |
| Deportivo Alavés       | 1–1 | —   | 1–1 | 1–2 | 1–0 | 4–1 | 0–1 | 2–3 | 0–2 | 4–2 | 0–0 | 4–0 | 1–0 | 0–0 |
| Fundación Albacete     | 0–0 | 1–2 | —   | 2–1 | 2–1 | 1–0 | 0–2 | 4–3 | 2–2 | 2–1 | 1–2 | 2–1 | 3–1 | 1–5 |
| Alhama C. F.           | 1–0 | 2–1 | 2–2 | —   | 1–0 | 2–2 | 2–1 | 3–2 | 1–1 | 2–1 | 0–1 | 5–0 | 3–2 | 0–1 |
| Athletic Club "B"      | 0–1 | 0–0 | 0–0 | 0–0 | —   | 1–1 | 0–3 | 0–1 | 0–1 | 0–2 | 0–3 | 1–1 | 1–1 | 2–2 |
| Atlético de Madrid "B" | 0–1 | 2–0 | 1–1 | 0–0 | 3–2 | —   | 1–2 | 2–0 | 1–1 | 0–1 | 0–1 | 5–1 | 1–0 | 2–4 |
| F. C. Barcelona "B"    | 3–0 | 2–0 | 2–1 | 4–0 | 4–0 | 1–1 | —   | 4–1 | 6–2 | 4–0 | 5–0 | 2–0 | 1–0 | 0–1 |
| C. P. Cacereño         | 1–0 | 2–0 | 2–0 | 0–0 | 1–0 | 0–2 | 0–0 | —   | 0–2 | 1–2 | 0–1 | 2–3 | 0–0 | 2–1 |
| Deportivo Abanca       | 3–0 | 2–1 | 0–0 | 1–0 | 4–2 | 2–1 | 0–0 | 3–1 | —   | 2–0 | 2–1 | 1–1 | 1–0 | 2–2 |
| DUX Logroño            | 0–0 | 0–0 | 2–0 | 0–1 | 0–2 | 1–2 | 0–2 | 1–0 | 1–2 | —   | 1–3 | 1–0 | 1–0 | 0–0 |
| R. C. D. Espanyol      | 0–2 | 1–1 | 2–0 | 0–0 | 3–0 | 0–2 | 5–1 | 4–0 | 1–0 | 1–2 | —   | 2–1 | 5–0 | 1–1 |
| C. E. Europa           | 0–2 | 0–3 | 0–0 | 1–2 | 0–1 | 2–1 | 2–1 | 1–2 | 1–2 | 1–7 | 0–1 | —   | 4–1 | 0–3 |
| Madrid C. F. F. "B"    | 0–3 | 1–2 | 0–4 | 0–3 | 1–3 | 2–1 | 0–2 | 3–1 | 0–3 | 0–2 | 1–1 | 0–2 | —   | 2–1 |
| C. A. Osasuna          | 1–0 | 1–0 | 1–1 | 2–1 | 2–2 | 2–0 | 0–2 | 2–2 | 1–2 | 0–2 | 2–1 | 0–1 | 4–1 | —   |

## Playoff de ascenso a Primera División

### Clasificados
| Pos | Primera Federación Femenina 2023-24 |
| --- | ----------------------------------- |
| 3.° | R. C. D. Espanyol                   |
| 4.° | C. A. Osasuna                       |
| 5.° | Alhama C. F.                        |
| 6.° | S. E. AEM                           |

### Cuadro
|  | Semifinales             | Semifinales | Semifinales             | Semifinales |   |                     | Final | Final | Final | Final |  |
|  |                         |             |                         |             |   |                     |       |       |       |       |  |
|  |                         |             |                         |             |   |                     |       |       |       |       |  |
|  | R. C. D. Espanyol (3.º) | 2           | 2                       | 4           |   |                     |       |       |       |       |  |
|  | R. C. D. Espanyol (3.º) | 2           | 2                       | 4           |   |                     |       |       |       |       |  |
|  | S. E. AEM (6.º)         | 0           | 1                       | 1           |   |                     |       |       |       |       |  |
|  | S. E. AEM (6.º)         | 0           | 1                       | 1           |   | C. A. Osasuna (4.º) | 1     | 1     | 2     |       |  |
|  |                         |             |                         |             |   | C. A. Osasuna (4.º) | 1     | 1     | 2     |       |  |
|  |                         |             | R. C. D. Espanyol (3.º) | 0           | 3 | 3                   |       |       |       |       |  |
|  | C. A. Osasuna (4.º)     | 3           | R. C. D. Espanyol (3.º) | 0           | 3 | 3                   | 0     | 3     |       |       |  |
|  | C. A. Osasuna (4.º)     | 3           |                         |             |   |                     | 0     | 3     |       |       |  |
|  | Alhama C. F. (5.º)      | 0           | 1                       | 1           |   |                     |       |       |       |       |  |
|  | Alhama C. F. (5.º)      | 0           | 1                       | 1           |   |                     |       |       |       |       |  |
|  |                         |             |                         |             |   |                     |       |       |       |       |  |

### Semifinales

#### R. C. D. Espanyolvs.S. E. AEM
| Ida; 5 de mayo de 2024; 12:00 | S. E. AEM | 0:2 (0:0) | R. C. D. Espanyol                      | Camp Municipal de Recasens, Lérida |                        |
|                               |           | Reporte   | Carol Marin 52' · Ángeles de Álamo 56' | Árbitra: Sánchez Gómez             | Árbitra: Sánchez Gómez |

| Vuelta; 8 de mayo de 2024; 19:00 | R. C. D. Espanyol                     | 2:1 (0:1) (Global 4:1) | S. E. AEM                   | Ciudad Deportiva Dani Jarque, Barcelona |                             |
|                                  | Lice Chamorro 53' · Lucía Carmona 74' | Reporte                | Maria del Mar Villarreal 9' | Árbitra: Fernández Ceferino             | Árbitra: Fernández Ceferino |
| RCD Espanyol avanza a la final   |                                       |                        |                             |                                         |                             |

| Pasa a la final R. C. D. Espanyol |

#### C. A. Osasunavs.Alhama C. F.
| Ida; 5 de mayo de 2024; 19:00 | Alhama C. F. | 0:3 (0:1) | C. A. Osasuna                          | Complejo Deportivo Guadalentín, Murcia |                         |
|                               |              | Reporte   | Carmen 19' · Guallar 75' · Guallar 88' | Árbitra: Álvarez Blanco                | Árbitra: Álvarez Blanco |

| Vuelta; 8 de mayo de 2024; 18:00 | C. A. Osasuna | 0:1 (0:1) (Global 3:1) | Alhama C. F.     | Instalaciones de Tajonar, Pamplona |                      |
|                                  |               | Reporte                | Raquel Pinel 40' | Árbitra: Díaz García               | Árbitra: Díaz García |
| C. A. Osasuna avanza a la final  |               |                        |                  |                                    |                      |

| Pasa a la final C. A. Osasuna |

### Final

#### C. A. Osasunavs.R. C. D. Espanyol
| Ida; 12 de mayo de 2024; 12:00 | C. A. Osasuna                                              | 1:0 (0:0) | R. C. D. Espanyol          | El Sadar, Pamplona                                   |                                                      |
|                                | (Merche Izal ) Maite Valero 83' · Josune 88' · Guallar 90' | Reporte   | 56' Mar Torrás · 72' Opazo | Asistencia: 9.783 espectadores Árbitra: López Osorio | Asistencia: 9.783 espectadores Árbitra: López Osorio |

| Vuelta; 16 de mayo de 2024; 19:00 | R. C. D. Espanyol                                                                 | 3:1 (2:0) (Global 3:2) | C. A. Osasuna                       | Ciudad Deportiva Dani Jarque, Barcelona                     |                                                             |
|                                   | Lice Chamorro 19' · Lice Chamorro 37' · Anita Hernández 53' · Anita Hernández 90' | Reporte                | 80' Maitane Zalba · 84' Merche Izal | Asistencia: 1.520 espectadores Árbitra: Trujillano Gallardo | Asistencia: 1.520 espectadores Árbitra: Trujillano Gallardo |

| Asciende a Primera División R. C. D. Espanyol |

## Datos y estadísticas

### Récords
| Récords de equipos       | Récords de equipos | Récords de equipos                         | Récords de equipos             | Récords de equipos             | Récords de equipos | Récords de equipos                | Récords de equipos             | Récords de equipos |
| Récord                   | Fecha              | Equipo/s                                   | Local                          |                                | Resultado          |                                   | Visitante                      | Rep.               |
| ------------------------ | ------------------ | ------------------------------------------ | ------------------------------ | ------------------------------ | ------------------ | --------------------------------- | ------------------------------ | ------------------ |
| Más goles en un partido  | 16/03/2024         | F. C. Barcelona "B" y Deportivo Abanca (8) | F. C. Barcelona "B"            | Bandera de Cataluña            | 6 – 2              | Bandera de Galicia                | Deportivo Abanca               | Jornada 21         |
| Más goles en un partido  | 16/12/2023         | C. E. Europa y DUX Logroño (8)             | C. E. Europa                   | Bandera de Cataluña            | 1 – 7              | Bandera de La Rioja (España)      | DUX Logroño                    | Jornada 12         |
| Mayor victoria local     | 21/04/2024         | F. C. Barcelona "B" (+5)                   | F. C. Barcelona "B"            | Bandera de Cataluña            | 5 – 0              | Bandera de Cataluña               | R. C. D. Espanyol de Barcelona | Jornada 25         |
| Mayor victoria local     | 13/04/2024         | R. C. D. Espanyol de Barcelona (+5)        | R. C. D. Espanyol de Barcelona | Bandera de Cataluña            | 5 – 0              | Bandera de la Comunidad de Madrid | Madrid C. F. F. "B"            | Jornada 24         |
| Mayor victoria local     | 21/10/2023         | Alhama C. F. (+5)                          | Alhama C. F.                   | Bandera de la Región de Murcia | 5 – 0              | Bandera de Cataluña               | C. E. Europa                   | Jornada 6          |
| Mayor victoria visitante | 16/12/2023         | DUX Logroño (+6)                           | C. E. Europa                   | Bandera de Cataluña            | 1 – 7              | Bandera de La Rioja (España)      | DUX Logroño                    | Jornada 12         |

Fuente: Fútbol Regional